# Lacandonia schismatica
Lacandonia schismatica E.Martínez & Ramos, 1989 è una pianta della famiglia Triuridaceae.

## Descrizione
È una piccola specie erbacea priva di clorofilla e micoeterotrofica, cioè che intrattiene relazioni saprofitiche con alcuni funghi.
Il fiore ha caratteristiche uniche nel mondo vegetale, con il gineceo che circonda l'androceo.

## Distribuzione e habitat
È un endemismo della selva Lacandona, foresta tropicale che sorge nello Stato del Chiapas, in Messico.